# زيد مصطفى
زيد مصطفى، (15 ديسمبر 1981 إربد) ممثل ومخرج أردني، والده الفنان خليل مصطفى. حصل على شهادة البكالوريوس في الإخراج المسرحي من جامعة بغداد عام 2003، يعمل مدرساً للمسرح في وزارة التربية والتعليم، وهو عضو نقابة الفنانين الأردنيين. شارك في عدد من المهرجانات منها: مهرجان مسرح الشباب، مهرجان المسرح الأردني، مهرجان المسرح العربي بالقاهرة (2009).زيد مصطفى: لستُ نجماً جماهيرياً على صعيد المسلسلات - صحيفة الخليج

## أعماله
- معقول يا ناس - 1987 (في طفولته)
- الرصيف البارد - 1989 (في طفولته)
- الكف والمخرز - 1991 (في طفولته)
- الدنيا بخير - 1997
- الموتور - 2004
- عيون عليا - 2007
- نوف
- العقاب والعفرا - 2017
- مسرحية «سوق البركة» 2005 - تأليف
- مسرحية «ملحمة فرج الله» 2007 - تمثيل
- الآنسة جوليا 2007 - إخراج
- البغل 2006 - إخراج
- إشارات وتحولات 2008 - إخراج